# PSR B1257+12C
PSR B1257+12C of PSR 1257+12 d is een exoplaneet die draait om de pulsar PSR B1257+12. De exoplaneet bevindt zich ongeveer 980 lichtjaar van de Aarde vandaan en staat in het sterrenbeeld Maagd. De exoplaneet is vanaf PSR B1257+12 gezien de derde planeet. De andere exoplaneten in dit planetenstelsel zijn PSR B1257+12A, PSR B1257+12B en PSR B1257+12D.

## Naam

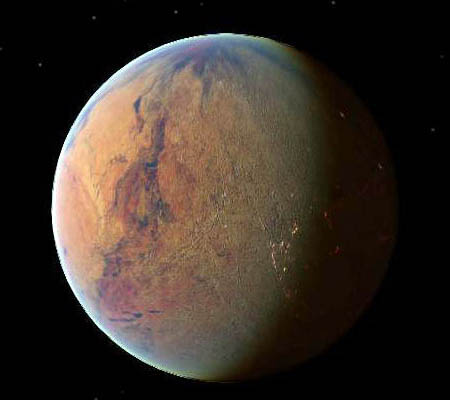
PSR B1257+12 d in celestia.

De planeten van PSR B1257+12 zijn aangeduid van A tot D. De hiervoor was dat de momenteel gangbare aanduiding (b, c, d, enz.) destijds nog niet was opgesteld. Het is een van de eerste exoplaneten ooit ontdekt.